# Kaithal
Kaithal – miasto w Indiach, w stanie Hariana. W 2011 roku liczyło 144 915 mieszkańców.